# Глазгоу (лек крайцер, 1936)
Глазгоу (на английски: HMS Glasgow (C21)) е лек крайцер на британския Кралски флот, от времето на Втората световна война от първата серия крайцери тип „Таун“. Заложен е на 17 декември 1935 г. и е спуснат на вода на 16 април 1936 г. Негова кръстница е съпругата на премиера на Великобритания Стенли Болдуин. На 8 септември 1937 г. строителството е завършено и корабът влиза в строй без някои компоненти на основната система за управление на огъня. Седмият кораб в Кралския флот, носещ това име.
През май 1939 г. крайцерът съпровожда лайнера Empress of Australia с крал Джордж VI на борда му, плаващ за Канада. Крайцерът участва във Втората световна война. Девизът на кораба е: „Memor es tuorum“ – „Ще помним вашите предци“.
За времето на своята служба крайцерът получава 4 звезди за бойни заслуги (Норвегия 1940 г.; Боевете в Бискайския залив 1943 г.; Арктическите конвои 1943 г.; Десанта в Нормандия 1944 г.).

## Втора световна война
С началото на войната, през септември 1939 г. крайцерът е въведен в състава на 2-ра крайцерска ескадра на Home Fleet. На 2 септември заедно с крайцера Southampton и 8 разрушителя излизат в Северно море към бреговете на Норвегия за взаимодействия със силите на Хамбър за прехващане на търговски съдове, извършващи рейсове в Атлантика и проправящи пътя си към бреговете на Германия. На 3 септември е получено съобщението за начало на войната с Германия и корабите започват военни действия. На 4 септември в патрул заедно с разрушителя Jersey прихваща немския параход „Johannes Molken Buhr“, който е потопен от своя екипаж. До 8 септември крайцерът продължава патрулирането си в Северно море съвместно с крайцера Southampton, когато гъста мъгла принуждава двата кораба да се върнат в базата им в залива Скапа Флоу на Оркнейските острови.
На 22 септември съвместно с крайцерите на ескадрата Southampton, Sheffield и Aurora, излиза в патрул в пролива Скагерак, но операцията е отменена след сблъсъка между разрушителите Jersey и Javelin.
На 26 септември с корабите на Home Fleet участва в съпровождането към базата на повредената в Северно море подводница Spearfish. По време на прехода съединението е подложено на въздушни атаки от Луфтвафе.
На 8 октомври излиза заедно с линейните крайцери Hood и Repulse и разрушители в открито море в търсене на промъкналите се в Северно море немски линкор „Гнейзенау“ и крайцер „Кьолн“. От 08:00 на 9 октомври съединението е подложено на въздушни атаки от самолети Ju-88 и He-111. „Глазгоу“ е атакуван от 31 вражески самолета. В хода на атаките той изразходва 668 102-mm снаряда. Независимо от масираните атаки нито един от корабите не получава повреди, а командването прави за себе си ценни изводи, позволяващи и занапред успешното отразяване на подобни атаки.
На 12 октомври „Глазгоу“ отплава заедно с крайцера Newcastle за обезпечаване на защитата на конвои южно от Исландия и западно от Бискайския залив. Макар корабите да патрулират самостоятелно, те ежедневно се срещат, съхранявайки при това радиомълчание. На 14 октомври крайцерите получават съобщение, че немският рейдер Deutschland е потопил 2 съда и пленил трети. Тази новина води до активизиране на Британското адмиралтейство за издирване на рейдера. Голяма група крайцери и разрушители е отделена, за да предотврати пробива на немския рейдер към домашните води. Във времето, когато „Глазгоу“ патрулира северозападно от Шетландските острови, другите кораби се намират в пълна бойна готовност в Клайд и Розайт. Но предприетите усилия са безуспешни и Deutschland благополучно достига Кил.
В същото време „Глазгоу“ е пренасочен към изпълнение на друга задача. Той е изпратен да посрещне на висока скорост ценния конвой KJ3 в състав 19 танкера, плаващ от Източна Индия. При срещата с конвоя възникват трудности при издирането му, но в крайна сметка конвоят е взет под охрана. Малкото количество гориво на борда на крайцера го принуждава да предаде охраната на конвоя на други кораби, а самият той се насочва за дозареждане в Портсмът, където и пристига на 25 октомври. След дозареждане и попълване на запасите крайцерът отплава за Розайт, където пристига на 7 ноември.
На 11 ноември крайцерът пристига в базата на флота в Immingham, откъдето на 15 ноември отплава за Скапа Флоу, където се формира ударното съединение от крайцерите Belfast, Southampton и Aurora с предполагащо се базиране в Розайт, но след взрива на 21 ноември на Belfast' от магнитна мина, плановете са променени и сборът на съединението е отменен.
На 23 ноември „Глазгоу“ в компанията на разрушителите Maori и Zulu се насочва за бреговете на Норвегия с цел прихващане на немския лайнер „Bremen“, предположително завръщащ се в Германия от Мурманск. Тежките условия попречват на успеха и корабите са принудени да се върнат за дозареждане в Розайт.
На 28 ноември крайцерът излиза в търсене на изгубения параход City of Flint, който както се оказва е пленен от немски рейдери, а екипажът му е изпратен в Германия.
През януари на следващата година крайцерът е преведен в 18-а крайцерска ескадра на Home Fleet. От 7 януари ескортира конвои към северозападните подходи съвместно с крайцера Newcatle.
На 12 февруари в Тромсьо пленява немския траулер Herrlichkeit (268 брт). След завръщането от този поход крайцерът влиза за текущ ремонт в Белфаст, в хода на който на крайцера е модернизирана противоминната система за размагнитване. Ремонтът продължава до 20 март.

## Норвежката операция
Още до началото на немското нахлуване в Норвегия, английският флот разработва план за свое нахлуване. На 6 април на борда на крайцера в Скапа Флоу се качва 8-и батальон на Шеруудските стрелци (8th Battalion Sherwood Foresters). „Глазгоу“ съвместно с крайцерите Berwick, York и Devonshire в рамките на операцията Рупърт/R4 (Операция Rupert/R4) трябва да стоварят войски в Норвегия, но на 8 април операцията е отменена, тъй като в морето са открити немски сили. Корабът излиза в морето с още няколко крайцера в търсене на тези сили.
На 9 април „Глазгоу“ съвместно с крайцерите Manchester, Sheffield, Southampton, Aurora и разрушители се отделят за атака над немските кораби при Берген. Но по-късно и тази операция е отменена от Адмиралтейството. При оттеглянето му съединението е подложено на мощна въздушна атака, в хода на която е потопен разрушителят Gurkha. До „Глазгоу“ се взривява една бомба, от въздействието ѝ са убити двама от екипажа. Отстранявайки получените повреди, заедно с крайцера Sheffield корабът се насочва за дозареждане в Скапа Флоу, където и пристига на 10 април. На 11 април крайцерите съвместно с 6-те разрушителя от типа „Трабъл“: Somali, Sikh, Mashona, Afridi, Matabele и Mohawk отново излиза в морето за издирване на немските десантни съдове.
На 13 април двата крайцера със същите разрушители са привлечени за изпълнение на операцията „Хенри“ – десант в Намсос на морската пехота. Корабите започват товаренето на войските. На 14 април десантът на авангарда, който е при Бангсунд (Bangsund), около Намсус преминава успешно. След свалянето на войските крайцерите, заедно със систършипите Manchester и Birmingham провеждат патрулиране на север (Операция Harry). Крайцерът също прикрива стоварването на десанта от разрушителите, след което, на 17 април пристига в Скапа Флоу за дозареждане и в Розайт за приемане на следващата партия войски.
На 22 април съвместно с крайцерите Galatea и Sheffield и разрушителите Vansittart, Campbell, Icarus, Ivanhoe, Impulsive и Witch отплава от Розайт за провеждане на десанта в Andalsnes (Операция Sickle). На 23 април крайцерите пускат котва до брега и с помощта на разрушителите и малки съдове успешно стоварват първата част на 15-а пехотна бригада (15th Infantry Brigade). След това корабите се присъединяват към главните сили на флота на изток от Шетландските острови.
На 28 април крайцерът заедно с разрушителите Jackal and Javelin се насочва към град Молде, в който към този момент се укрива норвежкото правителство, което смята града за безопасно убежище. Но още на 27 април градът е подложен на въздушни нападения, които продължават през целия ден. Бомбардировките карат членовете на правителството да се укрият в убежище недалеч от пристанището. На следващия ден бомбардировките продължават. Немските летци при идеални метео условия осъществяват атаките си почти безнаказано. Във връзка с това използването на Молде като столица става нецелесъобразно и на краля на Норвегия Хокон VII, наследника – принц Олаф и на членовете на норвежкото правителство е предложено да се евакуират в избран от тях друг норвежки порт или в Англия на борда на британски крайцер, които и става „Глазгоу“. На 29 април крайцерът навлиза във фиорда и застава до крайбрежната алея на града, източната част на който е обхваната от пожар. Освен членовете на кралското семейство и норвежкото правителство на борда с краля се качват и членовете на английската, полската, датската и френската дипломатически мисии. Освен това на борда на крайцера е доставен и 65% от златния запас на Норвегия за последващото му транспортиране във Великобритания, за да се избегне вземането на златото от противника. При отдаване на швартовите „Глазгоу“ е подложен на безрезултатно нападение по въздух. Крайцерът доставя краля в Тромсьо, където той продължава да оказва морална поддръжка на своя народ, докато не е окончателно евакуиран в Англия от крайцера Devonshire на 7 юни. Самият крайцер в съпровождение на същите разрушители още на 30 април отплава за Скапа Флоу.

### Рейд в Исландия
С пристигането си крайцерът започва кратък непланиран ремонт, след което на 7 май се насочва за Грийнок, за да приеме на борда си морски пехотинци. На „Глазгоу“, съвместно с крайцера Berwick и разрушителите Fearless и Fortune, му предстои да участва в операцията „Форк“. С цел предотвратяване на немски десант в Исландия и строителство там на германска военноморска база или база за хидроплани, в непосредствена близост до Шотландия, британското правителство решава да проведе диверсионен рейд. На 8 май корабите с морските пехотинци на борда отплават от Грийнок. В нощта на 10 май първата група войски без проблеми е свалена на брега на Хвал-фиорд в Рейкявик. Войските превземат немското консулство, където са предприети опити за унищожаване на кодовите книги и секретни документи. Благодарение на оперативните действия на британските подразделения част от документите са взети непокътнати. Полковник Sturges, командир от Кралската морска пехота по-късно съобщава, че операцията е безкръвна, без един даже случаен изстрел. На 11 май, след качването на борда на плененените сътрудници от немското консулство, корабите напускат столицата на Исландия и се насочват за Ливърпул, където на следващия ден свалят своите пътници, в това число и немските.
След това крайцерът в Ливърпул започва ремонт, който продължава през целия юни. Ремонтът включва в себе си и поставяне на радар земя-въздух (Radar Type 286M).

### Пленяване наGabbiano
Намирайки се в ремонт на 6 юни крайцерът сменя командира си Frank Henderson „Rammer“ Pegram с Харолд Хиклинг. На 10 юни Италия влиза във войната на страната Оста. И така поставя под удар всички свои съдове, намиращи се чужди портове. В съседния от Ливърпул док, в порта на Мърсисайд стои италианският съд Gabbiano. Капитан Хиклинг изпраща абордажна група под командването на лейтенант Commander Hugonin. Превземането на съда е тотална изненада за италианския му екипаж. Той не оказва никаква съпротива и е свален на брега с личните им вещи.

### Сблъсък сImogen
На 1 юли, след края на ремонта, крайцерът отново се присъединява към флота, но още на 16 юли, при излизане заедно с крайцерите Southampton, Sussex и Shropshire в Северно море в издирване на немските кораби, крайцерът в условията на гъста мъгла при Дънкансбай Хед е протаранен на голяма скорост от разрушителя Imogen. От това стълкновение на разрушителя започва силен пожар и след известно време той потъва. Крайцерът, също с тежки повреди, се връща на 22 юли в Ливърпул и влиза за ремонт, продължил до октомври.

## В Средиземно море
През октомври крайцерът най-накрая се връща на служба и за ново място на службата е избран Средиземноморския театър. На 30 октомври крайцерът в компанията на самолетоносача Ark Royal, линкора Barham и 4 разрушителя се насочват за Гибралтар, където пристигат на 6 ноември. Още на 7 ноември крайцерът в състава на съединение „X“ (линкор Barham, крайцер Berwick, разрушители Gallant, Griffin, Greyhound и Encounter) отплава за Малта в рамките на операция COAT. На 10 ноември крайцерът пристига в Малта, стоварва войските, качени в Гибралтар и вече на 11 ноември напуска острова, влизайки в състава на 7-а ескадра крайцери на Средиземноморския флот. Крайцерът съвместно с крайцерите Berwick, Gloucester и York изпълняват ролята на прикритие на самолетоносача Illustrious, предприел атаката на италианската военноморска база Таранто (Операция Judgement).
На 14 ноември съвместно с крайцерите Berwick, York и австралийския Sydney взема на борда си 3400 войника и се насочва от Александрия към Пирея, където и сваля последните на 16 ноември, а по-късно се връща в Египет.
На 23 ноември заедно с крайцерите Gloucester, York и 4 разрушителя образува Съединение „E“, което трябва да прикрива конвоя MW4, плаващ за Малта. На 26 ноември корабите на Съединението и конвоят благополучно пристигат на острова, а на 27 ноември Съединение „E“ отплава от Малта, прикривайки при прехода в течение на 28 ноември Съединение „F“ от крайцерите „Манчестър“ и Southampton, превозващи на своя борд войски от Гибралтар за Малта, до неговото присъединяване към Средиземноморския флот. На 29 ноември заедно със Съединения „D“, „E“ и „F“ става част от ескорта на конвой ME-4 плаващ от Малта за Александрия.

### Торпедни повреди
На 1 декември крайцерът пристига в Александрия, но още на 2 декември е принуден отново да излезе в морето – той се насочва към залива Суда на Крит. На 3 декември, намирайки се на котва в залива, той е подложен на атака от италиански торпедоносци SM.79 от състава на 278-а ескадрила, които стоварват своя смъртоносен товар от разстояние 2700 метра. В 15:40 първото 450-mm торпедо WA-130 поразява крайцера в носовата част на десния борд, образувайки пробойна с размер 22 х 22 фута (6,7 х 6,7 метра). След минута второ торпедо поразява крайцера в десния борд в кърмата, изваждайки от строй кула „X“ и два винта. На борда загиват 2 души и още 7 са ранени. Благодарение на самоотвержените действия на екипажа пробойната е затапена, а на крайцера е обезпечена 16 възела скорост. Независимо от тежките повреди крайцерът в 23 часа на същия ден успява самостоятелно, под прикритие на систършипа Gloucester, да се насочи към Александрия със 17 – 18 възела ход. Двата крайцера благополучно пристигат там на 5 декември. Въпреки това италианската пропаганда заявява, че крайцерът е бил потопен.
На 10 декември крайцерът влиза за временен ремонт, продължил през целия януари и половината от февруари. В това време негова замяна трябва да е систършипа Southampton, изпратен малко по-рано в Индийския океан, а сега извикан обратно. След месец той ще загине от бомбите на немските пикиращи бомбардировачи.

## В Индийския океан
Междувременно на 15 февруари крайцерът, с ограничение в скоростта от 24 възела заради повредите, е изпратен за Остиндийската станция в Сингапур, през Суецкия канал, за последващ ремонт. На началния етап от пътуването крайцерът прикрива снабдителните съдове Glenearn, Glengyle и Glenroy, които са преоборудвани в десантни пехотни съдове. Корабите образуват Съединение „Y“.

### Издирването на „Адмирал Шеер“
На 21 февруари в Индийския океан крайцера получава сигнал за бедствие от парахода Canadian Cruiser, потопен от немския джобен линкор „Адмирал Шеер“ и се присъединява към издирването на последния. Той към момента в Индийския океан вече се издирва от самолетоносача Hermes, крайцерите Shropshire, Emerald, Enterprise, и австралийските крайцери Australia и Canberra. В утрото на 22 февруари „Глазгоу“ получава сигнал за бедствие от холандския параход Rantaupandjang, също потопен от „Шеер“. „Глазгоу“ за издираването на пирата изпраща своите бордови самолети и на 22 февруари един от Уолрусите на 140 мили от кораба открива немския рейдер, но малкото количество гориво на борда не му позволява да поддържа визуален контакт с вражеския кораб и той е изгубен от наблюдение. Британските кораби се разгръщат за издирване в района, но рейдерът им се изплъзва, насочвайки се на югоизток. На 28 февруари Съединение Y прекратява търсенето и се насочва по своя предишен маршрут към Аден.

### Превземането на Бербера
На 16 март крайцерът съвместно със стария крайцер Caledon, разрушителите Kipling и Kandahar и 2 индийски противолодъчни траулера отплават в качеството на ескорт на военните транспорти Chakdina и Chantala. Съдовете се насочват към заеманата от италианците Бербера и носят на своя борд 2 индийски батальона и отряд сомалийски командоси (Операция Appearance). Стоварвайки на 17 март войските от двете страни на града, военните кораби оказват огнева поддръжка, която оказва голямо съдействие на десанта, превзел града без голяма съпротива. След огневата поддръжка „Глазгоу“ започва да изпълнява функциите на охранител на конвоите и патрулиращ океана кораб.
В началото на април крайцерът съпровожда парахода Talamba за Сейшелските острови. От Сейшелските острови те, с присъединилия се към тях австралийски крайцер Canberra, тръгват на среща с войсковия конвой WS6, плаващ от Момбаса за Аден. На 10 април корабите срещат конвоя, заменяйки в неговия състав крайцера [Корнуол (тежък крайцер, 1926)|Cornwall]] и Phoebe, при това крайцерът Dorsetshire остава с конвоя.
На 13 април заедно с крайцера Colombo напускат конвоя и крайцерите продължават патрулиране във водите на океана. Двата кораба пристигат в Момбаса на 24 април. На 28 април двата крайцера се присъединяват в качеството на ескорт на войсковия конвой WS7, който се съпровожда само от стария крайцер Hawkins. В състава на конвоя се намират войскови транспорти, плаващи за Аден и Бомбай. На 1 май крайцерът остава с основния конвой, когато от него се отделя секцията WS-7X, плаваща за гореупоменатите градове. На 3 април крайцерът напуска конвоя, когато последният е разпуснат след преминаването на остров Перим.
На 20 април по време на прехода от Аден към Коломбо, крайцерът е привлечен за търсенето на немския спомагателен крайцер „Пингвин“, действащ в този момент в Индийския океан.
В течение на юни – септември 1941 г. крайцерът действа в Индийския океан, като влиза и в дългоочаквания Сингапур.
На 17 октомври крайцерът ескортира секция на конвоя WS-11X към Бомбай, след като тя се отделя от конвоя WS-11 плаващ от Дърбан. На 22 октомври той довежда секцията в Бомбай, продължавайки своето патрулиране.
На 17 ноември, ескортира секция на конвоя WS-12J към Коломбо, отделила се от конвой WS-12 плаващ от Дърбан за Аден. В състава на новата секция са войсковите транспорти Duchess of Richmond, Dominion Monarch и Empress of Canada. На 23 ноември корабите пристигат в Коломбо и на 24 ноември крайцерът започва съпровождане на Dominion Monarch и Empress of Canada, продължаващи пътя си към Сингапур. На 26 ноември предава съпровождението на транспортите на крайцера Dragon, а сам се връща в Коломбо, съпровождайки парахода Awatea.
С пристигането си на 30 ноември в Коломбо, продължава патрулните си действия в Индийския океан. Крайцерът отплава на 6 декември от Коломбо. На 8 декември започва войната с Япония, а на 9 декември се случва трагедията.

### Потопяването наPrabhavati
В същия ден на крайцера е получена информацията, че в района на неговото патрулиране действа японска подводница. През нощта от крайцера виждат бели навигационни светлини, които носи кораб, с очертанията си напоминящ вражеската подводна лодка. Без много да му мисли, капитанът на крайцера заповядва да се открие огън и крайцера с 8 залпа на главния калибър от разстояние 6000 метра потопява кораба, който е идентифициран като подводицата. Всъщност потопеният кораб се оказва индийския патрулен кораб Prabhavati, иначе казано 500-тонен реквизиран буксир, който отплава на 6 декември от неголямото пристанище Кочин в югозападна Индия и води на буксир 2 лихтера към Карачи. По стечение на обстоятелствата, при опознаването от крайцера лихтерите са разположени паралелно на буксира и не се виждат от борда на крайцера, което и предопределя катастрофата. На борда на индийския кораб загиват 21 души. Последващото разследване оправдава капитана на „Глазгоу“ Харолд Хиклинг, но това не помага за здравето и душевния мир на морския офицер. След това крайцерът действа в Бенгалския залив и се връща в Коломбо едва на 25 декември.
През януари – февруари на 1942 г. крайцерът продължава да се занимава с рутинна патрулна служба.
На 19 март 1942 г. в Южна Африка от Великобритания пристига поредният войскови конвой WS-16, състоящ се от 14 съда. За неговото съпровождение през Индийския океан, в Дърбан са отделени „Глазгоу“ и спомагателният крайцер Worcestershire. На 25 март корабите срещат конвоя, който е съпровождан от крайцера Newcastle и шлюпа Milford. Първият напуска конвоя на същия ден. Крайцерът така и не е завършил необходимия възстановителен ремонт, затова на 1 април също напуска конвоя, предавайки последния на крайцера Colombo и спомагателния крайцер Alaunia и предприемайки обратен преход за Момбаса.

### Ремонт в САЩ
След кратък ремонт в дока на Саймънстаун, крайцерът през Атлантическия океан прави преход до САЩ, където на 6 май влиза на възстановителен ремонт в Нюйоркската военна корабостроителница.
В хода на продължилия до юли включително ремонт на крайцера е възстановена боеспособността на кула „X“, поставен е артилерийски радар Type 284, радари за управление на зенитния огън Type 285 и 282, въздушен радар Type 281, а наличният радар Type 286M е сменен с новия Type 271. Освен това на кораба усилват леката зенитна артилерия, поставяйки допълнително 20-mm автомати „ерликон“.
През август, с края на изпитанията, крайцерът прави преход до Великобритания и влиза отново на ремонт в Портсмът за окончателното поставяне на радарите. На 3 септември с края на модернизациите крайцерът влиза в състава на 10-а крайцерска ескадра в Скапа Флоу.

## Отново в британски води
През октомври – ноември 1942 г. крайцерът носи оперативна служба в състава на Home Fleet. През декември влиза за поредния ремонт в гражданска корабостроителница в Клайд и се връща в състава на флота в началото на януари.
На 20 януари съвместно с крайцерите Bermuda и Kent в състава на крайцерските сили излизат за прикритие на Северните конвои JW-52 и обратния RA-52.
На 23 февруари е пребазиран в Исландия, в Сейдисфьордюр, за защита на Североатлантическите конвои.
На 2 март излиза съвместно с линкорите King George V и Howe за далечното прикритие на конвоя RA53, плаващ от Колския залив.

### Прехват наRegensburg
На 29 март крайцерът от Исландия тръгва в поредния си Северен патрул. В Датския пролив крайцерът прихваща немския блокадопробивач Regensburg (8086 брт). Екипажът му отказва да предаде съда, а неговият капитан заповядва да се отворят кингстоните и екипажа да напусне съда. Независимо от това „Глазгоу“ открива огън и довършва потъващия съд с торпедо, по-късно започва и спасяването на екипажа. Силните вълни и ледената вода пречат за провеждането на спасителната операция. Само 6 оцелели членове на екипажа от 118 души са качени на борда на крайцера. На 13 април крайцерът се връща в Скапа Флоу.
През май крайцерът е предаден на Плимътското командване, за прихващане на вражеското каботажно корабоплаване и пробивачи на блокади при югозападните подходи.
На 12 юни крайцерът заедно с крайцера Bermuda излизат за прикритие на действията на разрушители при френското крайбрежие.
На 20 юни прикрива действията на ескортния самолетоносач Archer и противолодъчната група B5 в противолодъчни операции в Бискайския залив и югозападните подходи.
На 29 юли е част от прикритието на минно-заградителна ескадра при постановката на мини в Северния бараж (Операция SN22A). Продължава службата си в Ламанша.
20 юли плава с канадските разрушители Athabascan и Iroquois и полския разрушител Orkan в активен патрул в Бискайския залив.
През август – септември крайцерът е в пореден ремонт в Девънпорт, в хода на който е свалено авиационното въоръжение, усилена е 20-mm артилерия, поставен е нов радар за управление на артилерийския огън Type 283, поставена е система за радиолокационно опознаване и радиотелефони на УКВ.
С края на ремонта, на 27 октомври 1943 г. крайцерът участва в траурната церемония за погребението на Първия морски лорд Дъдли Паунд. Прахът на Паунд и на неговата съпруга, починала през юли 1943 г., е разсеян на 30 мили от Наб Тауър.
През ноември крайцерът плава в Ламанша и в Югозападните подходи за прикритие на набезите по каботажното корабоплаване при френските брегове в рамките на сериите операции Тунел.

### Боят в Бискайския залив
На 12 декември крайцерът се връща в просторите на северния Атлантик, когато заедно с новозеландския крайцер Gambia става участник в операцията Каменна стена (Операция Stonewall), организирана от главнокомандващия Плимътското командване адмирал Ралф Лийтъм. Операцията е прихващане на блокадопробивач, открит на линията Натал – Фрийтаун, за което крайцерите, базирани на Азорските острови трябва непрекъснато да патрулират океана, редувайки се един с друг. Това и правят, зареждайки гориво от танкер, разположен в град Орта (на Азорските острови).
Целта на крайцерите, както се оказва е немският моторен кораб Alsterufer. Той успешно избягва откриването на крайцерите, но на 27 декември е открит на 500 мили северозападно от нос Финистере, заобикаляйки позициите на крайцерите от югоизток. „Глазгоу“ и наличните към момента крайцери Enterprise, Penelope и Ariadne са пренасочени за прихващането му и се насочват на изток. В това време Alsterufer е подпален и потопен от B-24 Либърейтър на чехословашката ескадрила на бреговото командване. 62 члена от екипажа на пробивача са спасени.
Още по-рано, на 26 декември за среща с пробивача и съпровождането му в устието на Жиронд, Германия изпращат 8-а флотилия разрушители и 4-та флотилия миноносци. Едва на утрото на 28 декември немците разбират за потопяването на своя подопечен и получават заповед да се върнат вкъщи. В този момент са и прихванати от „Глазгоу“ и съпровождащия го Enterprise. В хода на последващия бой британците потопяват миноносците T-25 и T-26 и разрушителя Z-27. Останалите немски кораби успяват да се скрият. „Глазгоу“ получава неголеми повреди от осколки, а 2 члена на екипажа са убити. Те са погребани в морето с елови венци, които са предназначени за детския коледен празник в Орта.
На обратния път за Плимът крайцерите са подложени на ред атаки с планиращи бомби.

### Десантът в Нормандия
В периода януари – април 1944 г. крайцерът изпълнява рутинните си задължения по патрулиране и защита на конвои. След това крайцерът започва подготовка за провеждането на операция Нептун – морската съставляваща на десанта на съюзниците в Нормандия. Крайцерът влиза в състава на силите на Западното оперативно съединение, под американско командване. Той е назначен в Бомбардировъчното съединение С, състоящо се от американските линкори Texas и Arkansas, крайцерите на Свободна Франция Montcalm и Georges Leygues, 9 американски разрушителя и 3-те британски разрушителя тип „Hunt“. През май крайцерът преминава огнева подготовка в района на нос Гняв. На 23 май крайцерът се присъединява към другите кораби на своето съединение в Белфаст.
На 3 юни корабите отплават от Белфаст. Към района на десанта плават заедно с конвоя O1 от нос Сейнт Албан. На 6 юни започва десантът и крайцерът заедно със Съединение C с огъня си прикрива войските, слизащи на плацдарма „Омаха“. По времето на стрелбата крайцерът изстрелва по брега над 500 152-mm снаряда. По-късно крайцерът остава в района на десанта, изпълнявайки огневи налети по необходимост, оставяйки своята позиция само за попълване на припасите.
На 20 юни крайцерът е назначен за предстоящата бомбардировка над укрепленията в Шербур, за това се насочва към остров Портланд, за да влезе в състава на Оперативно съединение TF 129. На 21 юни той пристига в Потланд и влиза в състава на 1-ва група, където освен него е крайцерът Enterprise, американските крайцери Tuscaloosa, Quincy, линкорът Nevada, британската 9-а флотилия тралчици и 159-а американска флотилия тралчици под прикритие на 6 американски разрушителя.
На 24 юни Съединението оставя Портланд, пристигайки на 25 число на позиция 22,5 km северозападно от Шербур. В хода на последващата престрелка с немските брегови батареи крайцерът получава 2 преки попадения и едно навесно. Той получава попадения в надстройките в района на хангара и кърмата с повреди на електрически кабели и оборудването за управление на огъня.

### Модернизация
На 30 юни крайцерът е отзован от състава на Западното съединение в Белфаст за ремонт. На 3 юли той пристига в Тайн и влиза за ремонт в корабостроителницата Palmer’s Yard в Хебърн за отстраняването на получените повреди.
В хода на ремонта, който продължава почти година, на „Глазгоу“ е свалена кърмовата кула „X“. Поставени са нови радиолокационни установки заедно със система за наводка на самолети (Outfit YE). Радарът за въздушно наблюдение Type 281, който се използва само с мачта е заменен с новия Type 281B. Радарът за надводно наблюдение Type 273 е заменен с Type 293. Радарът за управление на огъня Type 284 с Type 274.
Едва на 29 юни 1945 г. крайцерът се връща в състава на флота. Тъй като войната в Европа към този момент е вече завършила, крайцерът е изпратен на служба в Остиндия, като преди това, през целия юли е в Средиземно море. На 22 август съвместно с крайцера Jamaica, крайцерът влиза в състава на Източния флот.

## Коментари
1. ↑  Всички данни се привеждат към 1939 г.
2. ↑  Според други данни трима убити и трима ранени.
3. ↑  Обаче кула „X“ не действа в течение на година, до края на ремонта на крайцера в САЩ.